# لوتشيان غويان
لوتشيان غويان (بالرومانية: Lucian Goian)‏ هو لاعب كرة قدم روماني في مركز الدفاع، ولد في 10 فبراير 1983 في سوتشافا في رومانيا. شارك مع منتخب رومانيا تحت 21 سنة لكرة القدم. أما مع النوادي، فقد لعب مع دينامو بوخارست وسي إف آر كلوج ونادي أسترا جورجو ونادي براشوف ونادي بياترا نيامتس ونادي تيانجين تيدا.

## وصلات خارجية
- لوتشيان غويان على موقع قاعدة بيانات كرة القدم.إي يو (الإنجليزية)
- لوتشيان غويان على موقع Soccerway.com (الإنجليزية)
- لوتشيان غويان على موقع عالم كرة القدم.نت (الإنجليزية)